# Хто? (роман)
«Хто?» (англ. Who?) — науково-фантастичний роман литовсько-американського письменника Альгіса Будріса, де постає питання, що формує та змінює особисть.

## Історія
Ідея автору прийшла, коли він побачив обкладинку номера журналу «Фантастичний Всесвіт», ілюстровану Келлі Фріасом, що зображує людину з сигаретою в руці, обличчя якої закрите металевою маскою та механічною рукою. У квітні 1955 року Будріс склав оповідання «Хто?» на 10 сторінок, де події відбуваються на Місяці, в головній ролі вчений у пастці тіла кіборга. Через півроку вирішив перетворити оповідання у більш масштабну роботу.
Роман вийшов у 1958 році у видавництві «Pyramid Books». Того ж року надруковано німецький переклад («Між двома світами» нім. Zwischen zwei Welten), 1961 року — іспанський (ісп. ¿Quién?), 1970 року — нідерландський («Металева людина з Росії» нід. Metalen Man uit Rusland), 1975 року — французький (фр. Qui), 1988 року — італійський («Невідома людина» італ. Incognita uomo)

## Сюжет
Кінець XX ст. Існують дві наддержави — ANG (США, Західна Європа, Австралія і Нова Зеландія) і Російсько-китайська соціалістична держава — SIC (Східна Європа, СРСР, Монголія і КНР). Все ще триває холодна війна. Найкращий фізик-вчений союзників Лукас Мартино на чолі лабораторії працює над секретним проектом під назвою «K-88», що розташовано неподалік від кордону з SIC. Під час експерименту трапляється вибух. Перші рятувальники, що прибувають для нього — радянські.
За домовленістю Мартино разом з урядовцями повертають по черзі. Але SIC стверджує, що череп і рука Мартино були сильно пошкоджені, і повертають його з лівою металевою, роботизованою головою, частиною тулуба та рукою. Медична оцінка показує, що деякі внутрішні органи чоловіка також є штучними. Чи справді ця людина Мартіно, чи це радянський агент? Група техніків та психологів працюють з Мартино, але їх дослідження не можуть підтвердити його особу. Його біологічна рука та відбитки пальців її руки ідентифіковані як у Мартино, але це може бути результатом трансплантації руки та кисті.
ANG звільняє його як звичайного цивільного. Шон Роджерс, один із співробітників служби безпеки, вирішує дослідити минуле Мартіно та споглядати за ним тепер. Виявляється, що він провів молоді роки у італійсько -американській громаді Нью-Джерсі, потім у 1940-х роках працює в забігайлівці в Нью-Йорку, навчався в Сіті Коледжі та закінчив аспірантуру Массачусетського технологічного інституту. У Нью-Йорку Мартино знову спілкується з дівчиною, з якою зустрічався до університету — Едіт Честер. Наразі вона вдова і має доньку. Та, здається, охоче вітає його, але герой стикається з неможливістю повернути минуле. Він також намагається зв'язатися з професором Старком, колишнім вчителем і наставником. Професор не може точно сказати, що він його впізнав.
Разом з тим проект «K-88» фактично зупинено. Роджерса відправляють попросити Мартина повернутися на роботу. Чоловік відмовляється йти, і коли його запитують, чи є він Лукасом Мартино, він відповідає «Ні». В подальшому виявляється, що агенти SIC спробували замінити Мартина на його на Хейвуда, співкурсника за інститутом, але невдало. Тому Мартина дійсно повернуто ANG.Втім тут вченому вже не довіряють. В результаті під психологічним тиском та впливом травм особистість Мартино змінюється — він тепер не той, що був раніше. Він бажає повернутися до Нью-Джерсі й займатися фермерством. Але його залишають під наглядом.

## Теми
- сутність людської ідентичності, що визначає особистість як унікальну одиницю існування
- параноя спецслужб часів Холодної війни

## Критика
Низка сюжетних ліній критично сприйнято літературознавцями: чому союзники поставили свого найкращого вченого в лабораторію на кордоні з СРСР, чому неможна перевірити особистість Мартіно за ДНК.
Їх опоненти вказують, що початок і обставини подій (холодна війна тощо) є передумовою для головного завдання роману — зобразити психологічну і інтелектуальну боротьбу людини. Разом з тим зауважують, що не слід приміряти до роману сучасні стандарти, насамперед непомітну роль жінок на противагу сучасним фантастичним творам, де жінки часто відіграють однакову або першу роль перед чоловіками.

## Екранізація
У 1974 році на основі роману британський кінорежисер Джек Голд зняв фільм «Хто?».